# 纳吉·伊隆瑙
纳吉·伊隆瑙（匈牙利語：Nagy Ilona，1951年1月21日—），匈牙利前女子手球运动员。她曾代表匈牙利国家队参加1976年夏季奥林匹克运动会手球比赛，结果队伍获得一枚铜牌。